# Komitee 2008

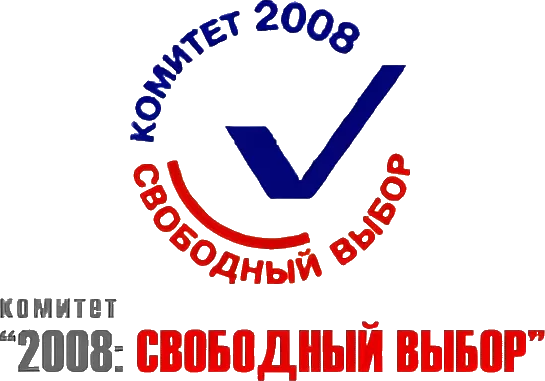
Logo

Das Komitee „2008: Freie Wahl“ (russisch Комитет 2008: Свободный выбор Komitet 2008: Swobodny wybor) war ein Zusammenschluss liberaler Oppositioneller in Russland.
Die Mitglieder des Komitees, das im Januar 2004 gegründet wurde, standen der Politik und Regierungsführung durch den damaligen Präsidenten Wladimir Putin nach vier Jahren dessen Präsidentschaft kritisch gegenüber: Die freie Presse sei zerschlagen, Unternehmer zum Gehorsam gezwungen und das Parlament zu Marionetten verwandelt worden auf dem Weg in eine Autokratie.
Erklärtes Ziel der Organisation war die Sicherung freier und fairer Präsidentschaftswahlen im Jahr 2008. Man wollte die Ernennung eines vorherbestimmten Nachfolgers im Moskauer Kreml verhindern.
Vorsitzender des Komitees war Garri Kasparow, Mitglieder waren unter anderen Wladimir Bukowski, Boris Nemzow, Jewgeni Kisseljow, Wladimir Kara-Mursa, Wladimir Ryschkow, Wiktor Schenderowitsch, Julia Latynina und Irina Chakamada.
Das letzte Treffen des Komitess 2008 fand im Juni 2005 statt.